# 長崎南北幹線道路
長崎南北幹線道路（ながさきなんぼくかんせんどうろ）は、長崎県にある地域高規格道路である。一部が供用中である。

## 概要
長崎自動車道長崎ICからながさき出島道路、都市計画道路浦上川線を通って終点の時津ICで西彼杵道路につながる。長崎時津縦貫線が事業中であり、一部未事業化区間がある。
長崎県道51号長崎南環状線の田上ICを起点とする資料もあり

### 都市計画道路浦上川線
区間：元船町ランプ - 茂里町ランプ（途中の茂里町ランプあたりで分岐して長崎時津縦貫線（事業中）につながる）

### 長崎時津縦貫線
- 区間：長崎市茂里町 - 西彼杵郡時津町野田郷[2]
- 延長：7 km

（茂里町 - 滑石工区）
- 自：長崎県長崎市茂里町
- 至：長崎県長崎市滑石２丁目
- 延長：5.3 km

## 歴史
- 2023年度（令和5年度）：アクセス道路（主要地方道 長崎畝刈線（滑石工区）） 新規事業化[4]